# Lannepax
Lannepax é uma comuna francesa na região administrativa de Occitânia, no departamento de Gers. Estende-se por uma área de 30,84 km². Em 2010 a comuna tinha 507 habitantes (densidade: 16,4 hab./km²).